# Un mariage d'amour (téléfilm)
« Un mariage d'amour » redirige ici. Pour l'épisode de That '70s Show, voir Saison 6 de That '70s Show.
Un mariage d'amour (A Match Made in Heaven) est un téléfilm américain réalisé par Paul Wendkos, diffusé en 1997.

## Synopsis
Une infirmière est en relation avec le fils de sa patiente.

## Fiche technique
- Titre original : While I Was Gone
- Réalisation : Paul Wendkos
- Scénario : Susan Rice
- Photographie : Chuck Arnold
- Musique : Don Davis
- Pays : États-Unis
- Durée : 87 min

## Distribution
- Olympia Dukakis : Helen Rosner
- John Stamos : Thomas "Tom" Rosner
- Kelly Rowan : Jane Cronin
- Della Reese : Katie Beale
- Mitchell Whitfield : Gordon Rosner
- Stephanie Erb : Allyce Rosner
- Estelle Getty : Betty Weston
- Renee Taylor : Isobel Slotkin
- Liz Sheridan : Ruthie Klein